# Associazione Calcio Siena 1997-1998
Questa voce raccoglie le informazioni riguardanti l'Associazione Calcio Siena nelle competizioni ufficiali della stagione 1997-1998.

## Stagione
Nella stagione 1997-1998 il Siena disputa il dodicesimo campionato di Serie C1 della sua storia. Raccoglie 41 punti che valgono l'ottavo posto finale. Inizia il torneo allenato da Enrico Nicolini, inizia male il campionato restando coinvolto nella bassa classifica, chiude il girone di andata con 16 punti, in terz'ultima posizione, con alle spalle solo Carrarese e Saronno. Nel girone di ritorno allenato da Fausto Silipo si risolleva, portando a casa 26 punti in 17 partite, e piazzandosi in una posizione di assoluta tranquillità. Con 9 reti il miglior marcatore bianconero è stato Fiorenzo D'Ainzara. Nella Coppa Italia di Serie C il Siena disputa il girone I, vinto dalla Ternana, che accede alla seconda fase.

## Divise e sponsor
| 1ª divisa |

## Organigramma societario
Area direttiva
- Presidente: Max Paganini
- Direttore sportivo: Nelso Ricci
- Segretario: Sandro Maffei

Area tecnica
- Allenatore: Enrico Nicolini, poi Fausto Silipo
- Preparatore atletico: Alessandro Sarrocco

Area sanitaria
- Medico sociale: Andrea Causarano
- Massaggiatore: Luigi Bindi

## Risultati

### Serie C1

#### Girone d'andata
| Arbitro: | Mariani (Perugia) |

|                               |           |  |
| De Agostini 39’ Vignaroli 52’ | Marcatori |  |

| Arbitro: | Battaglia (Messina) |

|                               |           |                               |
| Pepi 17’ D'Ainzara 83’ (rig.) | Marcatori | 44’, 76’ Polidori 59’ Benfari |

| Pistoia 14 settembre 1997 3ª giornata | Pistoiese     | 0 – 0 | Siena | Stadio Comunale\| Arbitro: \| Lion (Padova) \| |
| Arbitro:                              | Lion (Padova) |       |       |                                                |

| Siena 21 settembre 1997 4ª giornata | Siena             | 0 – 0 | Cesena | Stadio Artemio Franchi\| Arbitro: \| Pirrone (Messina) \| |
| Arbitro:                            | Pirrone (Messina) |       |        |                                                           |

| Prato 28 settembre 1997 5ª giornata | Prato             | 0 – 0 | Siena | Stadio Lungobisenzio\| Arbitro: \| Cassarà (Palermo) \| |
| Arbitro:                            | Cassarà (Palermo) |       |       |                                                         |

| Siena 5 ottobre 1997 6ª giornata | Siena                     | 0 – 0 | Lecco | Stadio Artemio Franchi\| Arbitro: \| Sciamanna (Ascoli Piceno) \| |
| Arbitro:                         | Sciamanna (Ascoli Piceno) |       |       |                                                                   |

| Arbitro: | Cirone (Palermo) |

|                                         |           |              |
| Madonna 31’ Bonfanti 45’ G. Ferrari 64’ | Marcatori | 61’ Graziani |

| Arbitro: | N. Ayroldi (Molfetta) |

|                                                      |           |  |
| Vezzosi 13’ D'Ainzara 28’ (rig.) Graziani 73’ (rig.) | Marcatori |  |

| Arbitro: | Gabriele (Frosinone) |

|                                           |           |                  |
| Cordone 8’ Scalzo 38’ Vincioni 49’ (rig.) | Marcatori | 51’ (aut.) Merlo |

| Arbitro: | Borelli (Roma) |

|            |           |                   |
| Mobili 45’ | Marcatori | 2’, 73’ Mirabelli |

| Arbitro: | N. Ayroldi (Molfetta) |

|                                    |           |  |
| Masi 13’ Cimarelli 36’ Corradi 38’ | Marcatori |  |

| Arbitro: | Strocchia (Nola) |

|                               |           |              |
| Cianciotta 33’ Puccinelli 56’ | Marcatori | 71’ Micciola |

| Arbitro: | D'Agostini (Frosinone) |

|              |           |                       |
| Bernardi 68’ | Marcatori | 53’ (rig.) Puccinelli |

| Arbitro: | Ardito (Bari) |

|             |           |             |
| Argilli 80’ | Marcatori | 72’ Vigiani |

| Arbitro: | Cecotti (Udine) |

|                                     |           |  |
| Taldo 9’, 14’ Brocchi 32’ Zubin 74’ | Marcatori |  |

| Arbitro: | Silvestrini (Macerata) |

|                                       |           |                              |
| D'Ainzara 22’ Mobili 23’ Ghizzani 89’ | Marcatori | 67’ De Silvestro 83’ Albieri |

| Arbitro: | Evangelista (Avellino) |

|            |           |           |
| Grabbi 41’ | Marcatori | 2’ Mobili |

#### Girone di ritorno
| Arbitro: | Verrucci (Fermo) |

|               |           |               |
| D'Ainzara 59’ | Marcatori | 6’ Andreasson |

| Arbitro: | Griselli (Livorno) |

|               |           |  |
| Giacchino 90’ | Marcatori |  |

| Siena 1º febbraio 1998 20ª giornata | Siena              | 0 – 0 | Pistoiese | Stadio Artemio Franchi\| Arbitro: \| Esposito (Trapani) \| |
| Arbitro:                            | Esposito (Trapani) |       |           |                                                            |

| Arbitro: | Cicoianni (Ascoli Piceno) |

|                   |           |                                    |
| Agostini 60’, 90’ | Marcatori | 51’ Di Donato 89’ (aut.) M. Longhi |

| Arbitro: | Papini (Perugia) |

|                                       |           |  |
| D'Ainzara 77’ (rig.) G. Bresciani 87’ | Marcatori |  |

| Arbitro: | Cassarà (Palermo) |

|  |           |           |
|  | Marcatori | 1’ Mobili |

| Arbitro: | Bianco (Mestre) |

|                                      |           |                                                  |
| G. Bresciani 70’ Ghizzani 90’ (rig.) | Marcatori | 19’ Memmo 49’ (aut.) Argilli 87’, 89’ G. Ferrari |

| Arbitro: | Castellani (Verona) |

|             |           |  |
| Giraldi 63’ | Marcatori |  |

| Arbitro: | Urbano (Carbonia) |

|                  |           |  |
| G. Bresciani 84’ | Marcatori |  |

| Arbitro: | Cavallaro (Legnago) |

|                    |           |                          |
| Mirabelli 47’, 90’ | Marcatori | 45’ Masini 70’ D'Ainzara |

| Siena 5 aprile 1998 28ª giornata | Siena               | 0 – 0 | Montevarchi | Stadio Artemio Franchi\| Arbitro: \| Battaglia (Messina) \| |
| Arbitro:                         | Battaglia (Messina) |       |             |                                                             |

| Arbitro: | Silvestrini (Macerata) |

|  |           |              |
|  | Marcatori | 60’ Ghizzani |

| Arbitro: | Semeraro (Taranto) |

|                                        |           |  |
| Ghizzani 2’ D'Ainzara 57’ Fioretti 71’ | Marcatori |  |

| Arbitro: | Gabriele (Frosinone) |

|                                 |           |  |
| Rocchi 35’, 47’ Garghentini 84’ | Marcatori |  |

| Arbitro: | Pirrone (Messina) |

|              |           |           |
| Fioretti 51’ | Marcatori | 63’ Zubin |

| Reggio Emilia 10 maggio 1998 33ª giornata | Brescello      | 0 – 0 | Siena | Stadio Mirabello\| Arbitro: \| Borelli (Roma) \| |
| Arbitro:                                  | Borelli (Roma) |       |       |                                                  |

| Arbitro: | D'Agostini (Frosinone) |

|                           |           |  |
| D'Ainzara 48’, 84’ (rig.) | Marcatori |  |

### Coppa Italia Serie C

#### Primo turno
| 17 agosto 1997 1ª giornata |  | – Turno di riposo Siena |  |  |

| Arbitro: | Cicoianni (Ascoli Piceno) |

|              |           |  |
| Bellotto 49’ | Marcatori |  |

| Siena 3 settembre 1997 3ª giornata | Siena | 1 – 1 | Viterbese | Stadio Artemio Franchi |

| Arezzo 10 settembre 1997 4ª giornata | Arezzo | 0 – 1 | Siena | Stadio Comunale |

| Siena 24 settembre 1997 5ª giornata | Siena | 1 – 1 | Montevarchi | Stadio Artemio Franchi |

## Statistiche

### Statistiche di squadra
| Competizione         | Punti | In casa | In casa | In casa | In casa | In casa | In casa | In trasferta | In trasferta | In trasferta | In trasferta | In trasferta | In trasferta | Totale | Totale | Totale | Totale | Totale | Totale | DR |
| Competizione         | Punti | G       | V       | N       | P       | Gf      | Gs      | G            | V            | N            | P            | Gf           | Gs           | G      | V      | N      | P      | Gf     | Gs     | DR |
| -------------------- | ----- | ------- | ------- | ------- | ------- | ------- | ------- | ------------ | ------------ | ------------ | ------------ | ------------ | ------------ | ------ | ------ | ------ | ------ | ------ | ------ | -- |
| Serie C1             | 41    | 17      | 7       | 7       | 3       | 24      | 15      | 17           | 2            | 7            | 8            | 10           | 26           | 34     | 9      | 14     | 11     | 34     | 41     | -7 |
| Coppa Italia Serie C |       | 2       | 0       | 2       | 0       | 2       | 2       | 2            | 1            | 0            | 1            | 1            | 1            | 4      | 1      | 2      | 1      | 3      | 3      | 0  |
| Totale               | -     | 19      | 7       | 9       | 3       | 26      | 17      | 19           | 3            | 7            | 9            | 11           | 27           | 38     | 10     | 16     | 12     | 37     | 44     | -7 |

### Statistiche dei giocatori[4]
| Giocatore     | Serie C1 | Serie C1 | Coppa Italia Serie C | Coppa Italia Serie C | Totale   | Totale |
| Giocatore     | Presenze | Reti     | Presenze             | Reti                 | Presenze | Reti   |
| ------------- | -------- | -------- | -------------------- | -------------------- | -------- | ------ |
| L. Ardigò     | 1        | 0        | -                    | -                    | 1        | 0      |
| S. Argilli    | 25       | 1        | ?                    | ?                    | 25+      | 1+     |
| D. Baiocco    | 29       | 0        | ?                    | ?                    | 29+      | 0+     |
| A. Borrelli   | 5        | 0        | ?                    | ?                    | 5+       | 0+     |
| G. Bresciani  | 16       | 3        | -                    | -                    | 16       | 3      |
| A. Cianciotta | 13       | 1        | ?                    | ?                    | 13+      | 1+     |
| F. D'Ainzara  | 28       | 9        | ?                    | ?                    | 28+      | 9+     |
| R. De Iuliis  | 10       | -16      | ?                    | ?                    | 10+      | -16+   |
| D. Di Donato  | 21       | 1        | ?                    | ?                    | 21+      | 1+     |
| G. Ferraro    | 23       | 0        | ?                    | ?                    | 23+      | 0+     |
| F. Fioretti   | 29       | 2        | ?                    | ?                    | 29+      | 2+     |
| F. Gamberi    | 2        | 0        | ?                    | ?                    | 2+       | 0+     |
| M. Ghizzani   | 25       | 4        | ?                    | ?                    | 25+      | 4+     |
| G. Graziani   | 16       | 2        | ?                    | ?                    | 16+      | 2+     |
| E. La Scaleia | 1        | 0        | ?                    | ?                    | 1+       | 0+     |
| A. Leonardi   | 3        | 0        | ?                    | ?                    | 3+       | 0+     |
| P. Logiudice  | 16       | 0        | -                    | -                    | 16       | 0      |
| G. Mareggini  | 21       | -23      | ?                    | ?                    | 21+      | -23+   |
| F. Martini    | 1        | 0        | ?                    | ?                    | 1+       | 0+     |
| E. Masini     | 17       | 1        | -                    | -                    | 17       | 1      |
| G. Mazzi      | 3        | -2       | ?                    | ?                    | 3+       | -2+    |
| O. Melizza    | 22       | 0        | ?                    | ?                    | 22+      | 0+     |
| C. Menichetti | 3        | 0        | ?                    | ?                    | 3+       | 0+     |
| M. Mignani    | 5        | 0        | -                    | -                    | 5        | 0      |
| S. Mobili     | 25       | 4        | ?                    | ?                    | 25+      | 4+     |
| V. Papa       | 1        | 0        | ?                    | ?                    | 1+       | 0+     |
| A. Pepi       | 24       | 1        | ?                    | ?                    | 24+      | 1+     |
| L. Puccinelli | 27       | 2        | ?                    | ?                    | 27+      | 2+     |
| S. Ricci      | 13       | 0        | ?                    | ?                    | 13+      | 0+     |
| G. Soria      | 1        | 0        | ?                    | ?                    | 1+       | 0+     |
| R. Vezzosi    | 26       | 1        | ?                    | ?                    | 26+      | 1+     |
| G. Voria      | 16       | 0        | -                    | -                    | 16       | 0      |